# Blaulicht (Zeitschrift)
Blaulicht (Eigenschreibweise: BLAULICHT) ist die auflagenstärkste Feuerwehrfachzeitschrift in Österreich. Herausgeber ist der Landesfeuerwehrverband Steiermark. Die Zeitschrift erscheint monatlich mit einer Auflagenstärke von über 20.000 Exemplaren.

## Verbreitung
Insgesamt erreicht Blaulicht mit 86.000 Lesern mehr als ein Viertel aller österreichischen Feuerwehrmitglieder. Der größte Teil der Auflage wird als Abonnement verkauft. Zu den weiteren Stammlesern zählen Sicherheitsbeauftragte der Industrie sowie Gemeinde- und Behördenvertreter in Österreich.
Die Fachzeitschrift erscheint mit vier regionalen Mutationsausgaben für die Bundesländer Kärnten, Tirol, Vorarlberg und Steiermark. Der Landesfeuerwehrverband Steiermark kooperiert dabei mit den Landesfeuerwehrverbänden von Kärnten und Tirol und Vorarlberg. Das Hauptverbreitungsgebiet sind daher die vier Bundesländer Steiermark, Kärnten, Tirol und Vorarlberg, aber auch das südliche Burgenland sowie Südtirol.
Seit der Nummer 1-2013 sind die Ausgaben bis auf die letzten drei Exemplare auch Online einsehbar. 
Seit 2018 ist Blaulicht das erste österreichische Feuerwehrmedium, das auch ein Online-Abo anbietet, wobei auch alle Bundesländer-Mutationen inbegriffen sind. Für Blaulicht-Print-Abonnenten ist das Online-Abo ein kostenloser Service. Es ist aber auch möglich ein Online-Abo zu einem vergünstigten Preis zu ordern.

## Redaktion
Die Redaktion ist beim Landesfeuerwehrverband Steiermark angesiedelt.

## Geschichte

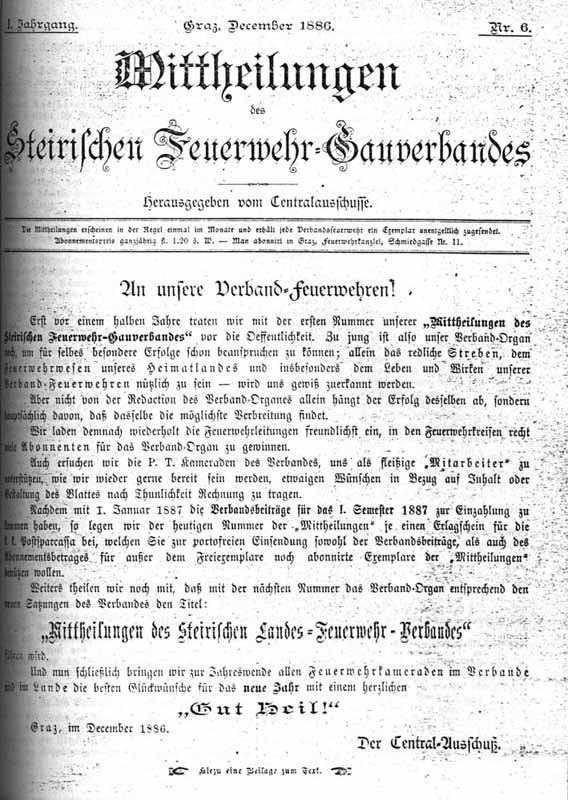
„Mittheilungen des Steirischen Feuerwehr-Gauverbandes“ von 1886

Die Zeitschrift ist das älteste, regelmäßig erscheinende Printmedium der Steiermark. Sie erschien erstmals 1886 unter dem Namen „Mittheilungen des Steirischen Feuerwehr-Gauverbandes“.
Der Name der Zeitschrift hat sich in der Geschichte mehrmals geändert: „Mittheilungen des Steirischen Landes-Feuerwehr-Verbandes“ (1888 bis 1936), „Zeitschrift für das Feuerwehr- und Rettungswesen in Steiermark“ (1937 bis 1938), „Ostmärkische Feuerwehrfachzeitschrift“ (1939), „Steirische Feuerwehr-Nachrichten“ (1952 bis 1958) und „Steirisches Feuerwehrblatt“ (1959 bis 1981). Den Namen „Blaulicht“ führt sie seit 1981.
Seit 1998 ist Blaulicht als Online-Ausgabe auch im Internet präsent. Ursprünglich war die Online-Ausgabe in die Homepage des LFV Steiermark integriert, seit 1999 ist Blaulicht-online als eigene Homepage verfügbar. Ziel war es, den Feuerwehrmitgliedern Fachartikel zu den verschiedenen Themen des Feuerwehrwesens zur Verfügung zu stellen. Im Archiv der Homepage kann der „Hauptteil“  mit der fachliche Berichterstattung ab der Ausgabe 1-2013 auf Basis eines pdf-Dokuments abgerufen werden.